# 20. honvedska pehotna divizija (Avstro-Ogrska)
20. honvedska pehotna divizija (izvirno nemško 20. Honvéd-Infanterie-Division) je bila pehotna divizija avstro-ogrskega Honveda, ki je bila aktivna med prvo svetovno vojno.

## Zgodovina
Divizija se je bojevala na soški fronti in sicer že med prvo soško ofenzivo. Po polomu med bitko za Krn je bila divizija premeščena na Kras; na fronti pa jo je zamenjala 44. deželnostrelska divizija. Ob pričetku osme soške ofenzive je bila divizija nastanjena na severnemu delu Krasa.

## Organizacija
Maj 1941
- 39. honvedska pehotna brigada
- 40. honvedska pehotna brigada

## Poveljstvo
Poveljniki (Kommandanten)
- Friedrich von Csanády: avgust - november 1914
- Johann Nikić: november - december 1914
- Paul von Nagy: januar - julij 1915
- Géze Lukachich von Somorja: avgust 1915 - februar 1918
- Viktor von Mouillard: februar - marec 1918
- Arpád Tamásy von Fogaras: marec - april 1918
- Rudolf Seide: april - maj 1918
- Stephan Stadler von Monte San Michele: maj - november 1918